# Jacques Hittorff

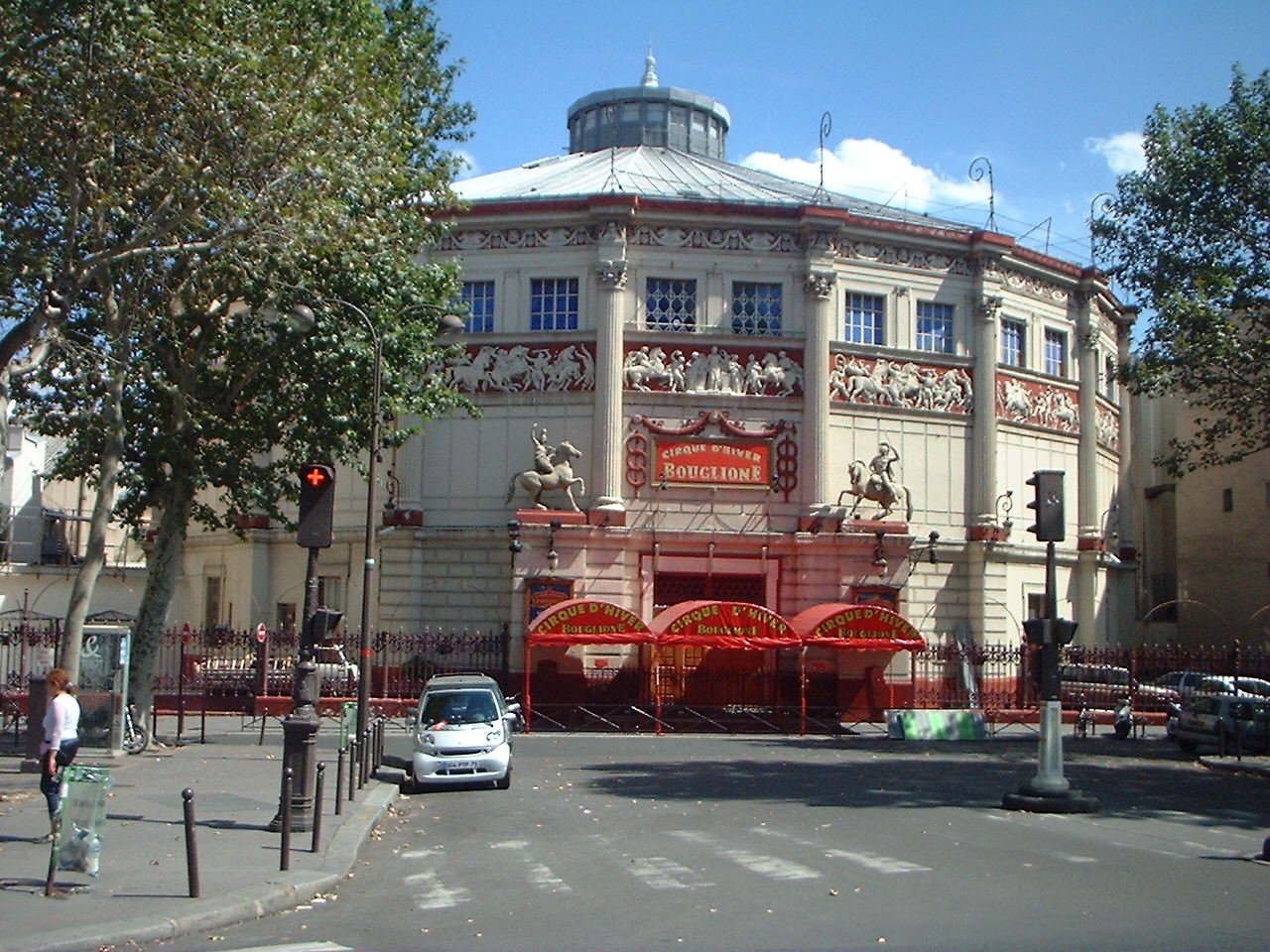
Cirque d'hiver de Paris

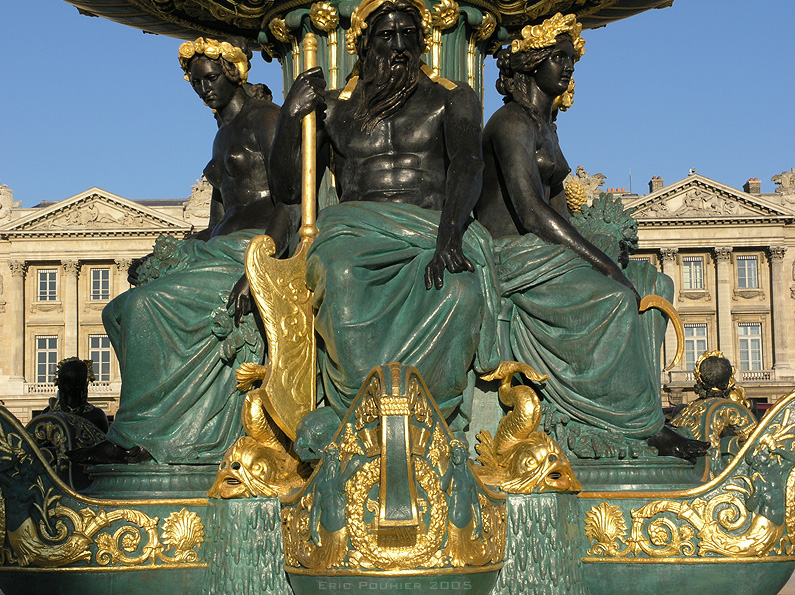
Font a la place de la Concorde

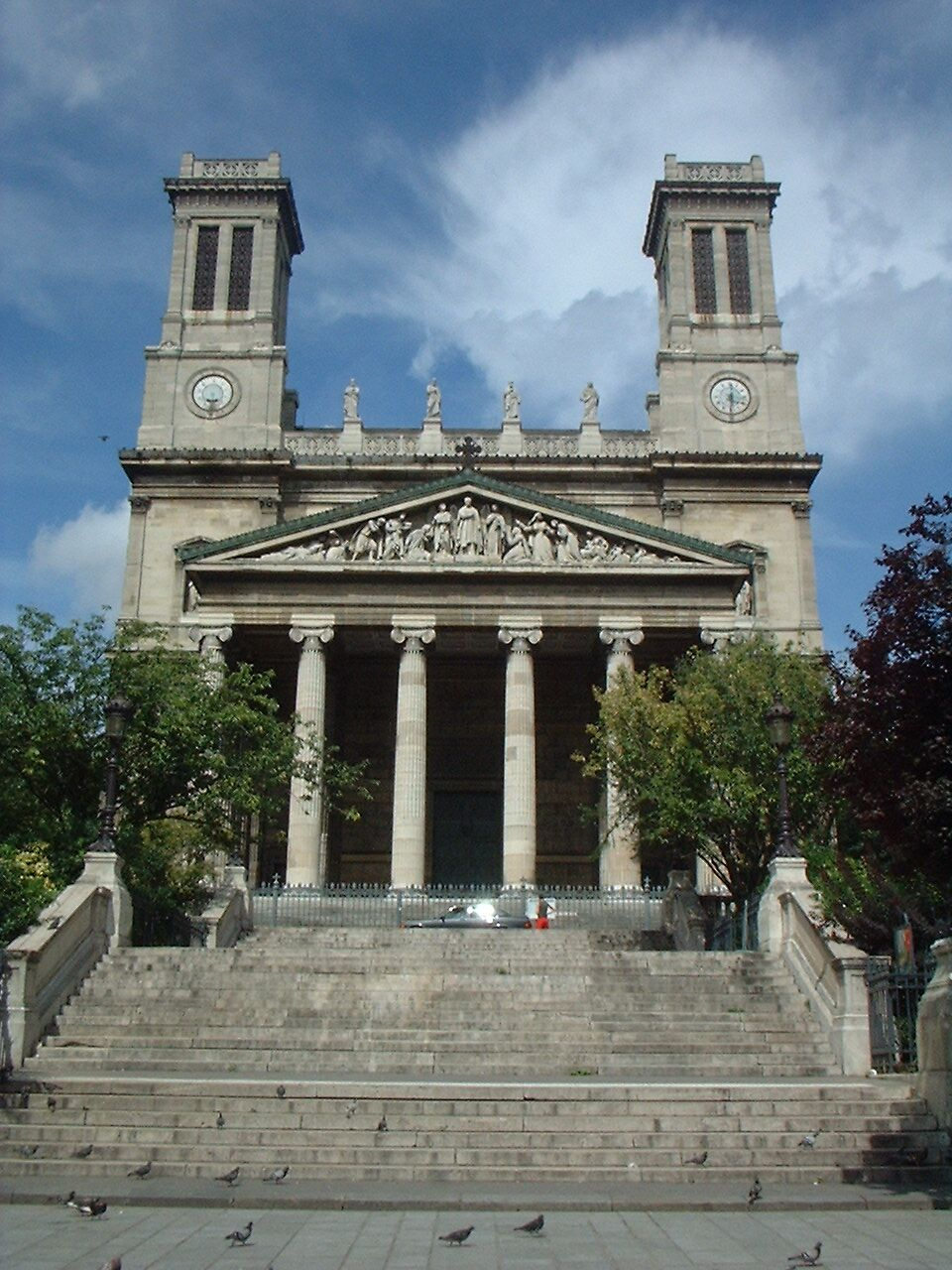
Église Saint-Vincent-de-Paul a Paris

Jacques Ignace Hittorff (nascut Jakob Ignaz Hittorff) (20 d'agost de 1792 a Colònia, Alemanya - 25 de març de 1867 a París, França) fou un arquitecte francès.

## Biografia
Hittorff va néixer a Colònia el 1792 com a ciutadà alemany. L'ocupació de Colònia pels exèrcits francesos revolucionaris a partir de 1794 i la creació del departament de la  Roer el 1801 fan d'ell un ciutadà francès. El Congrés de Viena (1815) havent portat la França a les seves fronteres de 1791, Hittorff, que viu a França d'ençà 1810, torna a ser alemany. Es casa amb la filla de l'arquitecte Jean-Baptiste Lepère. El 1842, es guanya la nacionalitat francesa per un decret del rei  Lluís Felip, condició de la seva candidatura per a l'Institut de França.
Hittorff va a París el 1810 per estudiar a l'escola belles arts al taller de Charles Percier. Fa aleshores un viatge a Sicília on, confrontat a l'arquitectura de l'antiga Grècia, posa en evidència l'existència de la policromia que decorava cada monument i que havia estat fins aleshores negada per una part dels arqueòlegs. Tornat a París, se li confien diversos encàrrecs oficials. Esdevé arquitecte de la ciutat de París, estant aleshores en plena renovació dirigida pel Baró Haussmann.

## Realitzacions
- 1827-1828: teatre de l'Ambigu-Comique, avui destruït.

- 1839: arranjament de la place de la Concorde incloent-hi el disseny de les fonts actuals, seguint una idea del rei  Lluís Felip. Fa erigir sobre la plaça l'obelisc de Luxor.

- 1831-1844: l' église Saint-Vincent-de-Paul.

- 1838: arranjament de l'avinguda dels Champs-Élysées, incloent-hi el dibuix dels reverbers sempre a plaça, i sobretot dels immobles situats al voltant de la place de l'Étoile. Els jardins són condicionats per Jean-Charles Alphand.

- 1844-1850: mairie del 5è districte de París, plaça del Panteó (Imatge Arxivat 2009-04-15 a Wayback Machine.)

- El circ de l'Emperadriu o «circ d'estiu», o també «circ dels Champs-Élysées », que va ser destruït el 1855 durant l'Exposició Universal per a la realització del Panorama National per Gabriel Davioud.

- 1852: el Cirque d'hiver de Paris.

- 1856: l'orfenat Eugène-Napoléon.

- 1861-1865: la Gare de Paris-Nord.

- Comença l'arranjament del bosc de Boulogne.

## Publicacions
- Restitution du temple d'Empédocle à Sélinonte ou L'architecture polychrome chez les Grecs (1851). Text en línia: a bnf.fr
- Architecture antique de la Sicile (3 volums, 1826-1830; 1866-1867).
- Architecture moderne de la Sicile (1826-1835). Text en línia: a bnf.fr